# Маленте
Маленте (њем. Malente) општина је у њемачкој савезној држави Шлезвиг-Холштајн. Једно је од 36 општинских средишта округа Остхолштајн. Према процјени из 2010. у општини је живјело 10.889 становника. Посједује регионалну шифру (AGS) 1055028, NUTS (DEF08) и LOCODE (DE MAM) код.

## Географски и демографски подаци
Маленте се налази у савезној држави Шлезвиг-Холштајн у округу Остхолштајн. Општина се налази на надморској висини од 32 метра. Површина општине износи 69,1 km². У самом мјесту је, према процјени из 2010. године, живјело 10.889 становника. Просјечна густина становништва износи 158 становника/km².

## Међународна сарадња
| Мјесто | Држава | Врста сарадње | Од    |
| ------ | ------ | ------------- | ----- |
| Холеби | Данска | партнерство   | 1977. |
| Извор  |        |               |       |